# Bendis aemylia
Bendis aemylia là một loài bướm đêm trong họ Noctuidae.